# Особняк Громова
Особняк Громова (Ратькова-Рожнова) — историческое здание в центре Санкт-Петербурга, на углу Миллионной улицы и Мраморного переулка.

## Архитектура
Главный фасад трёхэтажного дворца, выходящий на набережную Невы, был разделён на три части: центр и два боковых ризалита (по другим источникам, центральная часть фасада была двухэтажной, а ризалиты имели три этажа). Фасад имел характерное для того времени чёткое членение — горизонтальные междуэтажные тяги, вертикальные пилястры между окнами, остекление окон маленькими квадратиками, простые наличники и двухскатную кровлю. Фасад двухэтажного (трёхэтажного) флигеля, выходящий на Миллионную улицу, имел в центре большую арку для въезда в парадный двор к двум въездным аркам. Парадный вход выходит на Миллионную улицу. В декорировании обоих флигелей использованы рустрированные пилястры. На первом этаже дворца находился просторный вестибюль, а над ним, на втором этаже, располагался двухсветный зал, лепка в котором и резьба на каминах выполнена отцом зодчего Бартоломео Карло Растрелли. Симметрично, справа и слева от большого зала располагались меньшие залы. Первый этаж дворца для того чтобы казаться массивнее, обработан рустом, а второй и третий этажи, для подчёркивания высоты здания, украшали пилястры. Со стороны нынешнего Мраморного переулка были построены одноэтажные флигели, отделявшие дворец от соседнего участка.
В 1737 году дворец описывался следующим образом:

Двор каменный князей Кантемиров на большую Неву…, на нём палатное строение в 3 апартамента и кругом всего того двора всякие покои каменные и под палаты погреба, да подле того двора особый другой каменный на дворе в задней линии в 3 апартамента и под ним погреба, крыша гонтовая

В 1743 году на верхнем этаже устроена церковь великомученика Феодора Стратилата.

Дворец Кантемира
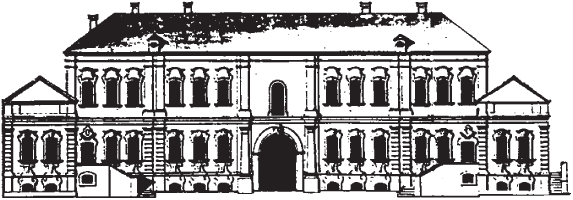
Дворец Кантемира. Вид со стороны Миллионной улицы. Чертёж из коллекции Берхгольца. 1740-е
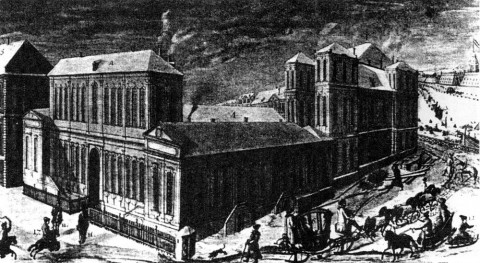
Дворец Кантемира. Вид со стороны Миллионной улицы. Гравюра Иоганна Штенглина. Середина XVIII века
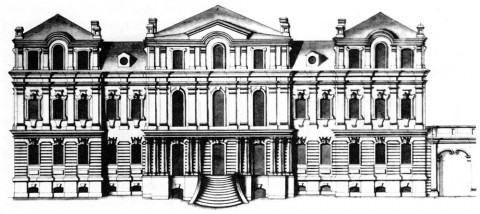
Дворец Кантемира. Вид со стороны Дворцовой набережной. 1720-е

## История

### XVIII век
В начале XVIII века на этом участке земли находился дом капитана Ипата Муханова, у которого в 1715 году его купил поселившийся в Петербурге молдавский господарь Дмитрий Кантемир. По его заказу в 1720—1725 годах молодой архитектор Бартоломео Франческо Растрелли построил на этом месте дворец, который стал первой самостоятельной работой архитектора. Растрелли спроектировал дворец в стиле петровского барокко с двумя флигелями, каждый из которых имел архитектурно оформленный фасад. Сохранились три чертежа строящегося дворца, хранящиеся в отделе гравюры и рисунка Национального музея Швеции: главный фасад дворца, выходящий на набережную Невы, фасад служебного корпуса, выходящий на Мраморный переулок, и фасад дома, выходящий на Миллионную улицу.
После смерти в 1723 году так и не дождавшегося завершения строительства дворца Дмитрия Кантемира между его детьми и второй женой началась продолжительная тяжба о наследстве. По одним данным, дворец Кантемира достался его вдове Анастасии Ивановне, по другим - перешёл к сыновьям Антиоху или Константину. В 1726 году во дворце жил поэт Василий Кириллович Тредиаковский, преподававший молодому Антиоху русский язык и стихосложение, а в следующем году в сдаваемых внаём помещениях дворца проживал граф Бурхард Миних. В 1755—1757 годах в особняке располагалось английское посольство, при котором проживал его секретарь будущий польский король Станислав Понятовский.

### Начало XIX века
Весной 1762 года братья Матвей и Сергей Кантемиры продали свой дом за 20.000 рублей генерал-прокурору Сената Александру Ивановичу Глебову. А 12 июня 1764 года дом по купчей от А. И. Глебова перешёл во владение к графу Алексею Петровичу Бестужеву-Рюмину. (Невский архив, вып. 2, 1995 г., стр. 238—239. Статья В. В. Антонова «Рядом с Мраморным. К истории особняка Кантемира».)
В 1762 году Екатерина II выкупила дворец у Кантемиров и передала его вернувшемуся из ссылки графу Алексею Петровичу Бестужеву-Рюмину. После смерти графа в 1768 году наследники продали особняк графу Владимиру Григорьевичу Орлову, который, в свою очередь, после переезда в Москву в 1775 году продал его графу Павлу Мартыновичу Скавронскому (по данным П. М. Столпянского участок ему подарила Екатерина II), а от него перешёл к его жене Екатерине Васильевне.
По смерти графа в 1766 году по причине разврата сына его Андрея, заточённого в монастырь, дом по наследству перешёл во владение к племяннику князю Михаилу Никитичу Волконскому. 2 декабря 1768 года князь Михаил Волконский продал графу Владимиру Григорьевичу Орлову за 24 тысячи рублей. в 1777 году владелицей особняка по купчей стала графиня Мария Николаевна Скавронская, урождённая графиня Строгонова, большею частью проживавшая в Италии. (Невский архив, вып. 2, 1995 г., стр. 239. Статья В. В. Антонов «Рядом с Мраморным. К истории особняка Кантемира».)
15 января 1797 г. М. Н. Скавронская продала часть своего двора по Миллионной улице Дмитрию Степановичу Бортнянскому — ныне Миллионная улица, дом № 9. (Анатолий Иванов «Дома и люди. Из истории петербургских особняков». Изд. 2005 г. Стр. 78 — 83, статья «Скорбит душа моя … (Дом № 9 по Миллионной улице)».
В декабре 1804 г. хозяйка особняка, графиня Мария Николаевна Скавронская, умирает в Италии и дом по наследству переходит во владение к княгине Екатерине Павловне Багратион и графине Марии Павловне фон-дер Пален. 12 августа 1805 г. они продали дом матери своей штатс-даме графине Екатерине Васильевне Литта. (РГИА. Фонд 560, опись 15 , дело 295, лист 109-об. ЦГИА С.-Петербурга. Фонд 781, опись 1, дело 119, лист 173. Сообщение Городской думы 1 октября 1805 г. о записи дома за Е. В. Литта.)
7 февраля 1829 г. Е. В. Литта умирает. Дом унаследовали: граф Юлий Помпеевич Литта, княгиня Екатерина Павловна Багратион и графиня Юлия Павловна Самойлова, которыми 14 марта 1833 г. был продан Министерству финансов. (РГИА. Фонд 560, опись 15, дело 295, лист 109 и далее.)
После смерти Скавронского Екатерина Васильевна в 1798 году вторично вышла замуж за графа Юлия Помпеевича Литта. Для новобрачных архитектором Луиджи Руска в стиле классицизм был перестроен корпус со стороны Миллионной улицы. После смерти графини Ю. П. Литта продал особняк министерству финансов, поселившись в его части по Миллионной улице, а после его собственной кончины особняк полностью перешёл во владение финансового ведомства. Здесь разместились канцелярия и типография министерства, а также квартира министра, в которой проживали занимавшие в это время должность Егор Францевич Канкрин и Фёдор Павлович Вронченко.

### Вторая половина XIX века
В 1868 году дом из казны выкупил купец Николай Дмитриевич Лоховицкий. По его указанию особняк перестроил архитектор Людвиг Фонтана, который изменил некоторые интерьеры, укрепил перекрытия, возвёл дворовые корпуса, переделал фасад со стороны Миллионной улицы. Сам Лоховицкий в доме не жил, поселив в нём своего брата и сдавая квартиры в аренду. Одним из квартиросъемщиков в доме в это время был военный министр генерал-фельдмаршал Дмитрий Алексеевич Милютин.
В 1875 году особняк купил лесоторговец и меценат Илья Федулович Громов. По его заказу в 1879 году по проекту Карла Рахау комплекс из трёх отдельных жилых домов перестроен в один большой особняк. Сохранив стены старой растреллиевской постройки, он полностью изменил декор фасадов, покрыв их дробной лепкой, повторяющей мотивы раннего классицизма с привнесением элементов барокко. Со стороны набережной он соорудил два тяжеловесных эркера, поддерживаемых кариатидами «египетского стиля». На углу Миллионной улицы и Мраморного переулка фасад украсила группа из трёх женских фигур, символизирующих плодородие, искусство и мореплавание. Внутреннюю отделку особняка осуществили скульптор А. М. Опекушин и художник К. Л. Аллиауди. В главном корпусе со стороны Невы он разместил парадные апартаменты, а в корпусах, выходящих на Мраморный переулок и на Миллионную улицу — комфортабельные квартиры дочерей домовладельца.

### Конец XIX века
После смерти Громова в 1882 году владельцем особняка стал бывший управляющий делами семьи Громовых Владимир Александрович Ратьков-Рожнов. Особняк со стороны Дворцовой набережной он сдавал внаём, а затем продал министерству финансов, в 1898—1901 годах здесь размещалось посольство Османской империи, а в корпусах по Мраморному переулку и Миллионной улице семья Ратькова-Рожнова жила вплоть до 1917 года. После смерти Владимира Александровича домом владел его сын Ананий. 2 января (15 января) 1917 года в здании открылось российское отделение Нью-Йоркского национального городского банка (The National City Bank of New York).

### XX—XXI века
В корпусе, выходящем на Дворцовую набережную, сейчас располагается Российский морской регистр судоходства, а корпуса, выходящие на Мраморный переулок и Миллионную улицу, долгое время оставались жилыми. Здесь жили скульптор В. И. Ингал, поэт А. А. Прокофьев. В 1986 году эта часть здания передана Институту Культуры.

Дворец Кантемира — Дом Громова
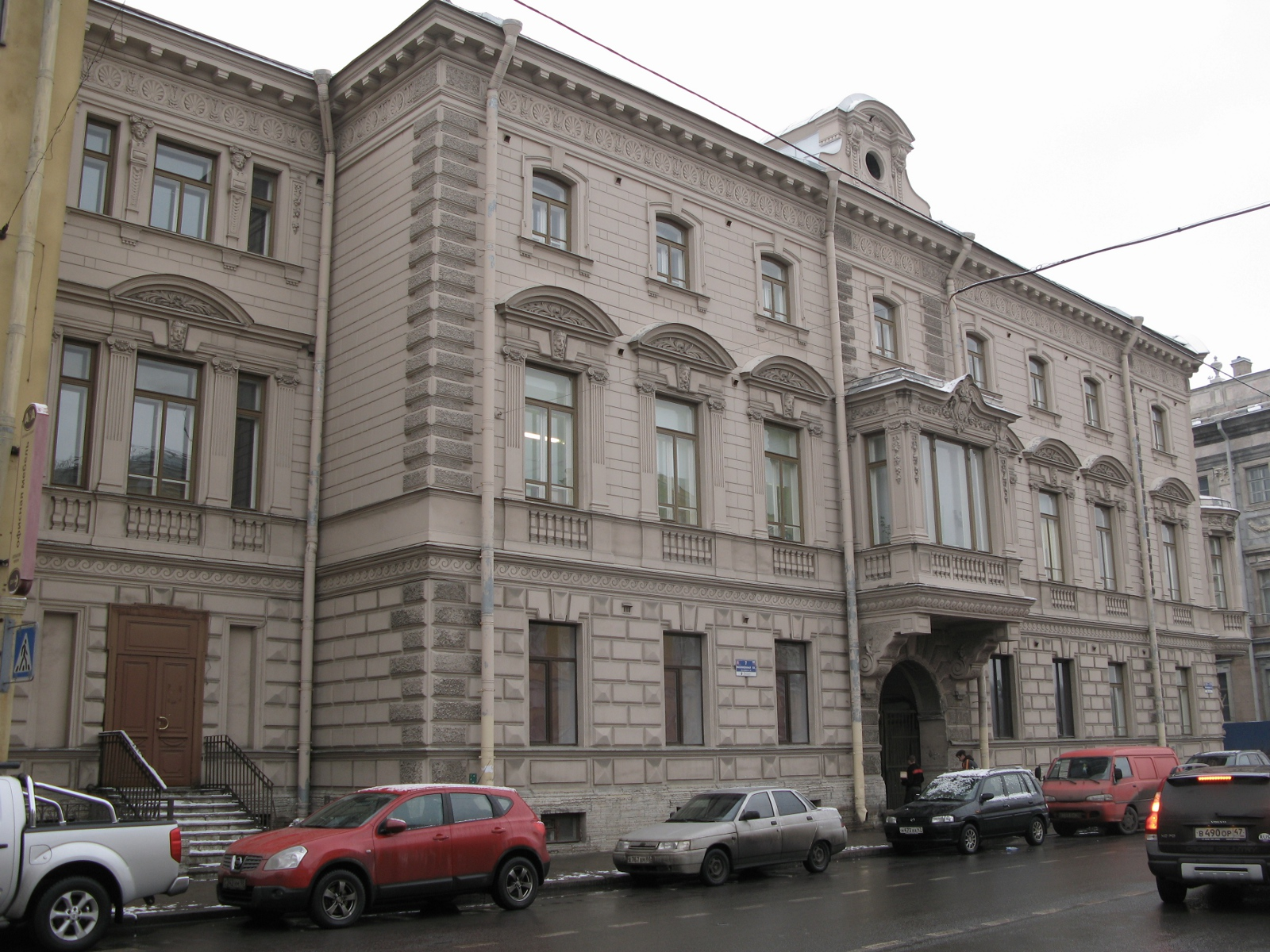
Дом Громова. Фасад, выходящий на Миллионную улицу
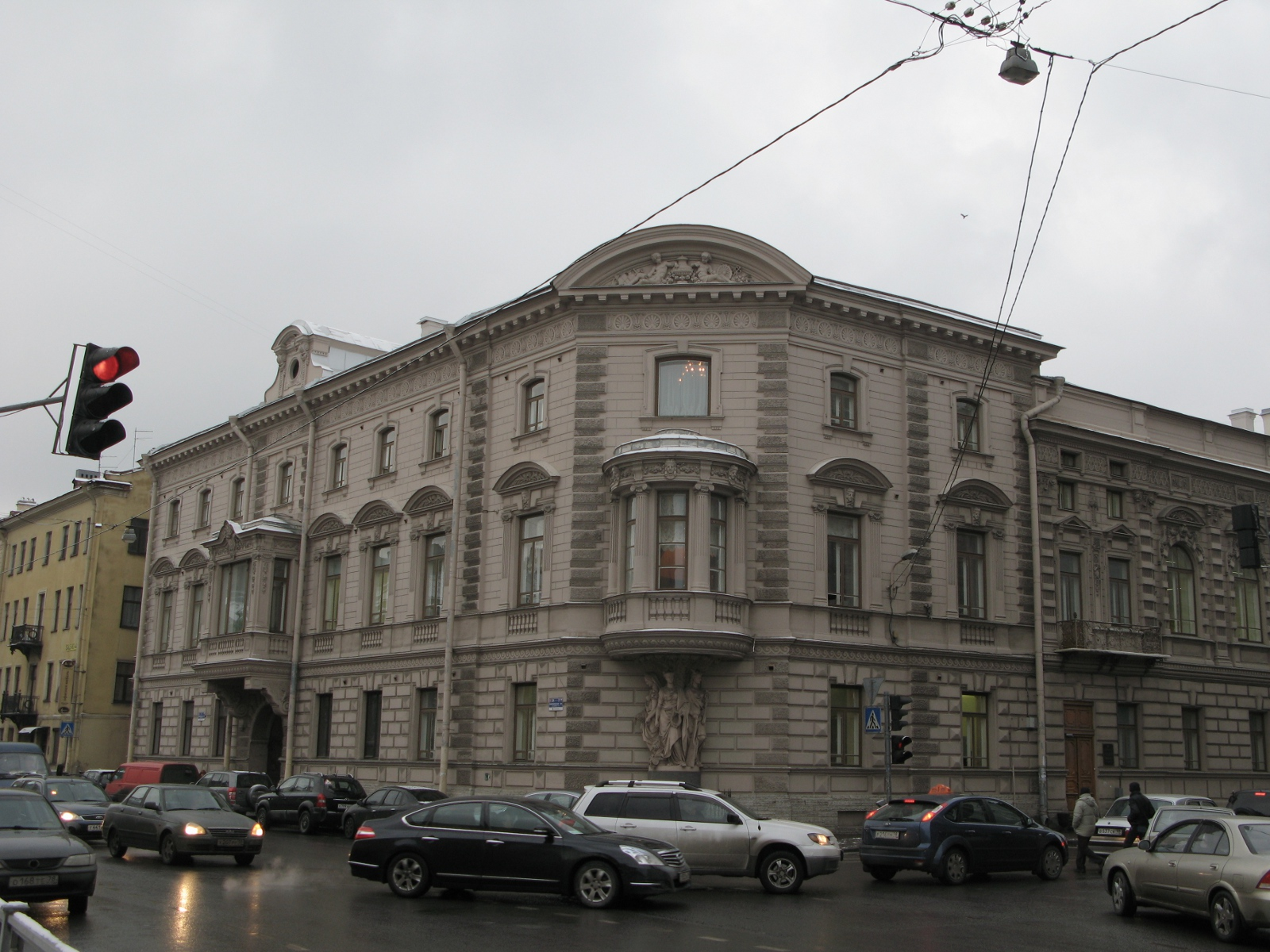
Дом Громова. Угол дома, выходящий на Миллионную улицу и Мраморный переулок
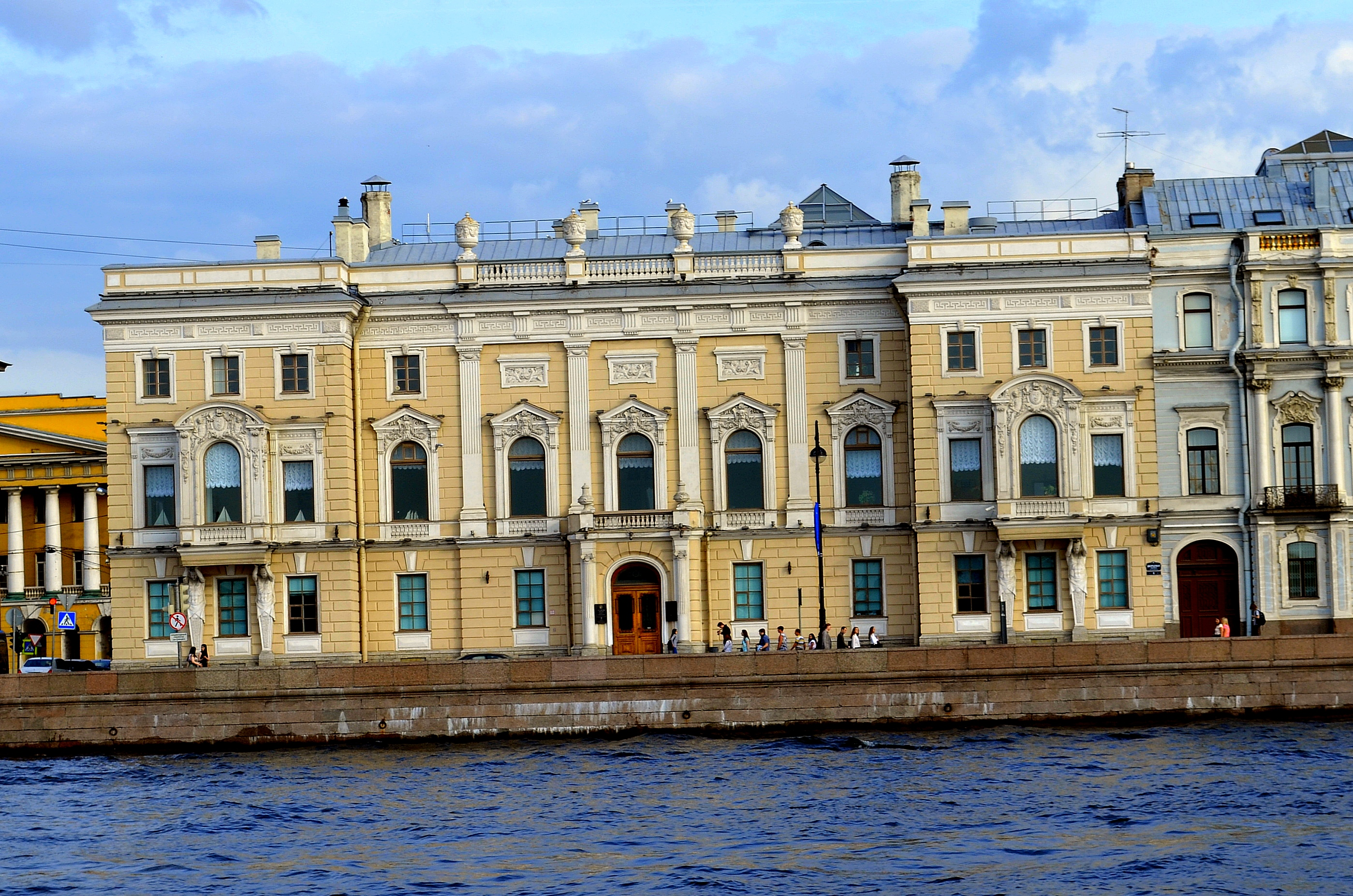
Дом Громова. Фасад, выходящий на Дворцовую набережную